# Lidia Lipkovskaia
Lidia Lipkovski (născută Marșner; n. 28 aprilie 1884 s. Babin, azi regiunea Cernăuți – d. 22 martie 1958, Beirut, Liban) a fost o cântăreață basarabeancă de operă, lied (soprană de coloratură) și profesoară de canto.

## Biografie
A studiat la Gimnaziul de Fete „Mariinsk” din Kameneț-Podolsk (1896-1900), a continuat la Conservatorul Imperial de la Sankt Petersburg (1903-1906).
A fost stagiară la Teatrul La Scala din Milano între 1906 și 1907. A cântat în limbile franceză, rusă, germană și engleză. A interpretat opere de Gioachino Rossini, Delibes, Giuseppe Verdi, Charles Gounod, Georges Bizet, Rimski-Korsakov, Piotr Ceaikovski.
A fost, de asemenea, solistă a Teatrului Mariinsk (1911-1912) și a Teatrului Muzical-Dramatic din Sankt-Petersburg în perioada 1914-1915. A predat ca profesoară de canto la Conservatorul „Unirea” din Chișinău (1937-1940), la Conservatorul de Stat (1940-1941), la Conservatorul din București (1944-1950), și la Conservatorul din Paris (1950-1953); a predat lecții particulare de canto la Odesa (1941-1942), Cluj și Timișoara (1948-1949).
Dintre studenți ajunși celebri se pot cita: Leonid Boxan, Virginia Zeani, Lidia Babici-Hîncu, Anna M. Dascal, Tamara Ceban, Alexei Stârcea.
A locuit la Chișinău în perioada anilor 1919-1941, pe strada A. Șciusev nr. 111. Casa în care a locuit este inclusă în Lista monumentelor protejate de stat din municipiul Chișinău.

## Roluri
- Olga în Pskoviteanka
- Prințesa Lebădă în „Povestea despre țarul Saltan
- Ofelia în „Hamlet
- Gilda în „Rigoletto
- Ludmila în „Ruslan și Ludmila
- Tatiana în „Evgheni Oneghin

A cântat și în operele: Rigoletto și Traviata de Giuseppe Verdi, Faust de Charles Gounod, Lakmé de Leo Delibes.

## Comemorări
La 28 aprilie 2001, cu ocazia împlinirii a 117 ani de la nașterea cântăreței, Poșta Moldovei a emis o marcă cu imaginea acesteia. În 2009, Poșta Moldovei a elaborat ștampila nominală „Lidia Lipkovski, 125 de ani de la naștere”, autorul designului fiind Vitalie Bogomaz.